# Zdzisław Bilażewski
Zdzisław Karol Teodor Bilażewski (ur. 1 listopada 1893 w Miłosławicach, zm. 6 stycznia 1923 w Poznaniu) – porucznik obserwator Wojska Polskiego, kawaler Orderu Virtuti Militari.

## Życiorys
Urodził się w rodzinie Jana, poznańskiego prokuratora, i Joanny z Müllerów. W latach 1900–1902 uczęszczał do szkoły przygotowawczej pani dr Menzel w Poznaniu. W 1914 r. ukończył Gimnazjum św. Marii Magdaleny w Poznaniu i cztery semestry Politechniki w Berlinie. W czasie I wojny światowej od 1916 służył w niemieckim lotnictwie. Został przydzielony do zapasowego oddziału lotniczego nr 11 (Flieger-Ersatz-Abteilung Nr. 11) we Wrocławiu, następnie został skierowany na kurs obserwatorów-radiotelegrafistów do Flieger-Beobachter-Schule w Królewcu. W listopadzie 1918 został przydzielony do służby w stacji radiowo-telegraficznej na Winiarach. Od 28 grudnia brał udział w powstaniu wielkopolskim, m.in. w walkach na terenie Poznania. Wstąpił do lotnictwa Wojska Wielkopolskiego, gdzie służył jako adiutant 4 eskadry bojowej Wielkopolskiej.
12 maja 1919 roku, w załodze z por. pil. Jerzym Dziembowskim, wykonywał lot na terenem Piły, Jastrowia i Złotowa z zadaniem rozrzucenia ulotek. Silnik ich samolotu uległ awarii, ale pilot zdołał go doprowadzić na tereny zajmowane przez powstańców i wylądować. Po podporządkowaniu 25 maja 1919 wojska wielkopolskiego Naczelnemu Dowództwu WP służył w 15 eskadrze myśliwskiej, biorąc w jej składzie udział w wojnie polsko-radzieckiej, przyczyniając się m.in. do zniszczenia dwóch pociągów pancernych nieprzyjaciela. Po zawarciu pokoju został zwolniony do rezerwy, zweryfikowany w stopniu porucznika, i przydzielony w rezerwie do 3 pułku lotniczego w Poznaniu. Po zwolnieniu z czynnej służby wojskowej podjął studia na wydziale prawa Uniwersytetu Poznańskiego.
6 stycznia 1923, w winiarni „Carlton”, przy placu Wolności w Poznaniu, Bilażewski obraził słownie grupę oficerów 15 pułku ułanów poznańskich, nazywając ich m.in. „koniokradami”. Miało to związek ze tajemniczą śmiercią jego starszego brata Tadeusza Bilażewskiego, podporucznika 15 pułku, który według oficjalnej wersji popełnił samobójstwo 17 listopada 1920 w miejscowości Horodziej. Większość źródeł wiąże śmierć Tadeusza Bilażewskiego z rzekomym wykryciem przez niego afery dotyczącą malwersacji finansowych, m.in. handlu wojskowymi końmi, do jakich dochodziło w 15 pułku ułanów. Werbalna zaczepka Zdzisława Bilażewskiego doprowadziła do szamotaniny, w trakcie której, według niektórych źródeł trzykrotnie spoliczkowany porucznik adiutant sztabowy Leon Pruszanowski wyciągnął rewolwer Nagant i oddał cztery strzały w kierunku Bilażewskiego, z których dwa były śmiertelne. Por. Pruszanowskiego i por. Janusza Kapuścińskiego zatrzymano, i postawiono przed sądem.
W poniedziałek 26 lutego 1923 roku rozpoczął się proces przed Wojskowym Sądem Okręgowym Nr VII w Poznaniu. Porucznik Pruszanowski został oskarżony o zabójstwo Zdzisława Bilażewskiego „w uniesieniu spowodowanym ciężką zniewagą”, natomiast porucznik Kapuściński o podżeganie do zabójstwa wołaniem „strzelaj, strzelaj”. Obrońcą obu oskarżonych był doktor Stanisław Szurlej, a oskarżycielem major Korpusu Sądowego Konstanty Lisowski, podprokurator Prokuratury przy Wojskowym Sądzie Okręgowym Nr VII. Rozprawie przewodniczył sędzia orzekający, podpułkownik KS doktor Adam Kiełbiński. Z zeznań złożonych przez kapitana Różalskiego wynika, że porucznik Bilażewski miał w przeszłości sprawę honorową z rotmistrzem 15 pułku Jerzym Witalisem Kubickim. Świadek zeznał między innymi, że „zauważył u Bilażewskich żywiołową nienawiść do 15 pułku”.
W środę 28 lutego 1923 roku sąd uniewinnił obu oskarżonych uznając, że działali w stanie obrony koniecznej.
Po okazałym pogrzebie zamordowanego nastąpił bojkot towarzyski oficerów 15 pułku ułanów, a wkrótce potem dowództwo garnizonu zakazało oficerom odwiedzania lokali publicznych.
Został pochowany w grobowcu rodzinnym Bilażewskich, znajdującym się pod jedną ze stacji Kalwarii w Ujściu nad Notecią. W czasie II wojny światowej jego ciało zostało ekshumowane przez Niemców i pochowane w nieznanym miejscu.

## Ordery i odznaczenia
- Krzyż Srebrny Orderu Wojskowego Virtuti Militari[17] nr 8108 – 27 lipca 1922[18]
- Krzyż Walecznych[17]
- Polowa Odznaka Obserwatora „za loty bojowe nad nieprzyjacielem w czasie wojny 1918–1920” – pośmiertnie 11 listopada 1928 roku[19]
- Odznaka Pamiątkowa Wojsk Wielkopolskich[16]